# Victor Verdier
'Victor Verdier' est un cultivar de rosier obtenu en 1859 par le rosiériste français François Lacharme. Il doit son nom au fameux obtenteur de roses, né en 1803 et mort en 1878, Victor Verdier. Ce rosier a servi l'hybridation de nombreuses variétés et est à l'origine de toute une famille de remontants peu ou non parfumés qui ont marqué leur époque par leur caractère très florifère et par leur habilité au forçage en serre et qui ont permis ensuite l'obtention de premiers hybrides de thé. Il est issu de 'Jules Margottin' (Margottin 1853) x 'Safrano' (Beauregard 1839) et donc il s'agit du premier croisement utilisant un rosier thé ('Safrano') comme père, les hybrides de thé ayant alors un rosier thé comme mère. Cette lignée issue de 'Victor Verdier' est fort importante dans l'histoire de la culture de la rose.

## Description
Le rosier hybride remontant 'Victor Verdier' montre de grandes fleurs (50 pétales et 10 cm de diamètre) d'un rouge cramoisi tirant sur le rose foncé. Elles sont très doubles et pleines en forme de coupe (25-40 pétales). Son buisson peut s'élever à 150 cm pour une envergure de 90 cm. Ce rosier n'est plus que rarement proposé dans les catalogues aujourd'hui.
Sa zone de rusticité est de 6b à 9b. Ses branches mortes ont besoin d'être supprimées. Le rosier 'Victor Verdier ' apprécie les situations ensoleillées.
On peut l'admirer entre autres à l'Europa-Rosarium de Sangerhausen et à la roseraie du Val-de-Marne de L'Haÿ-les-Roses.

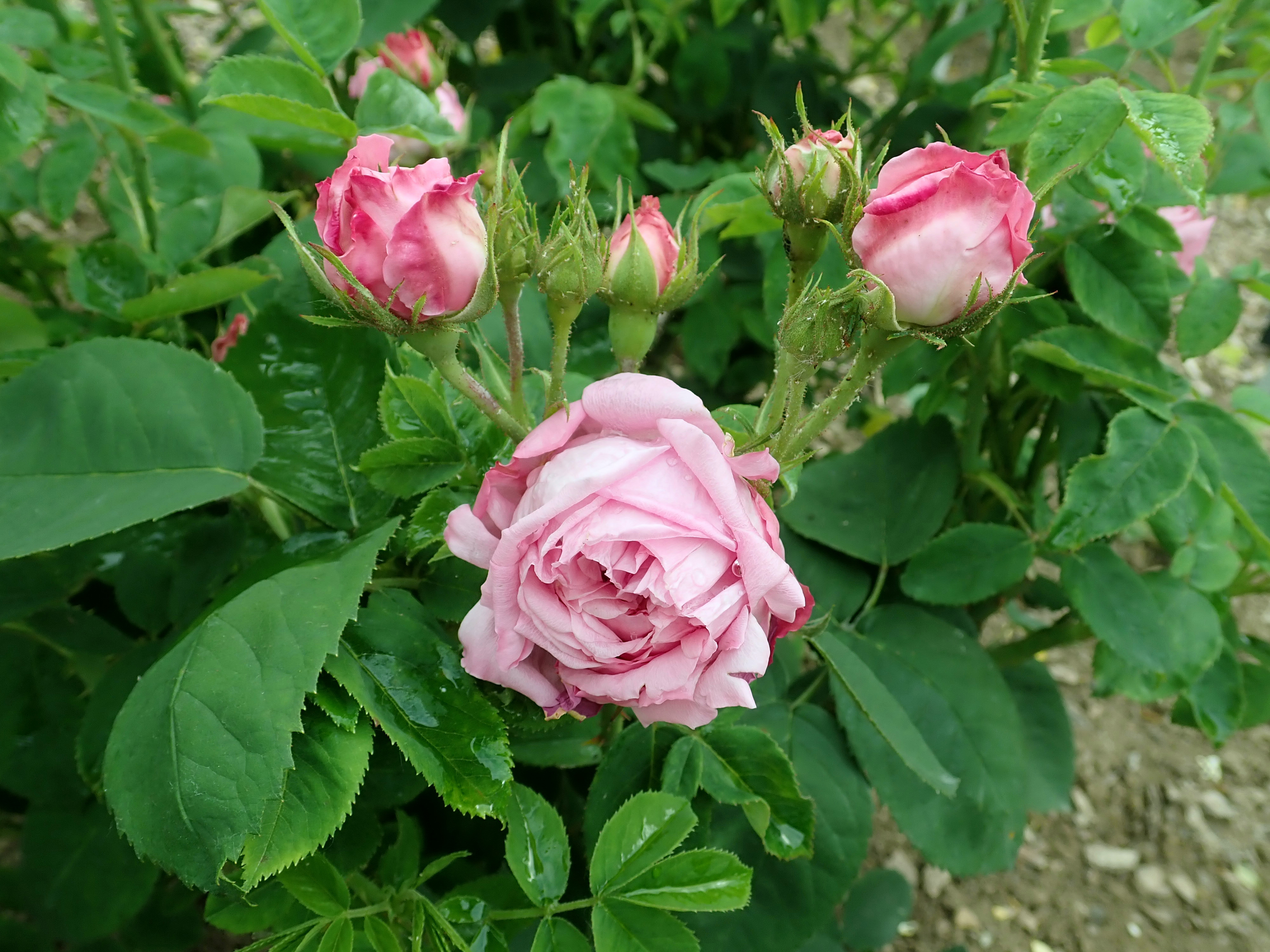
'Victor Verdier' à Sangerhausen.

## Descendance
Parmi ses descendants, l'on peut distinguer 
- 'Marie Baumann' (Baumann 1863) par croisement avec 'Général Jacqueminot',
- 'Docteur Andry' (Verdier, 1864) par croisement avec 'Charles Lefèbvre' (Lacharme, 1862)
- 'Mademoiselle Eugénie Verdier' (Guillot fils, 1869)
- 'Paul Neyron' (Levet, 1869) par croisement avec 'Anna de Diesbach' (Lacharme, 1857)
- 'Baronne de Prailly' (Liabaud, 1871)
- 'Lyonnais' (Lacharme, 1871)
- 'Capitaine Christy' (Lacharme, 1873) par croisement avec 'Safrano' (Beauregard, 1839)
- 'Hippolyte Jamain' (Lacharme, 1874)
- 'Lady Mary Fitzwilliam' (Bennett, 1882) par croisement avec 'Devoniensis' (Foster, 1838)
- 'Mademoiselle Germaine Trochon' (Joseph Pernet-Ducher, 1893) par croisement avec 'Madame Eugène Verdier' (Levet, 1882)
- 'Madame Abel Chatenay' (Pernet-Ducher, 1894) par croisement avec 'Dr. Grill' (Bonnaire, 1884).